# Миронова, Елена Ивановна
Еле́на Ива́новна Миро́нова (3 июня 1921, Юнго-Кушерга, Козьмодемьянский кантон, Марийская АО, РСФСР ― 6 июля 2003, Еласы, Горномарийский район, Марий Эл, Россия) — свинарка колхоза «За мир» / «Коммунизм» Горномарийского района Марийской АССР (1936―1975). Герой Социалистического Труда (1971). Кавалер ордена Ленина (1971).

## Биография
Родилась 3 июня 1921 года в деревне Юнго-Кушерга ныне Горномарийского района Марий Эл в крестьянской семье.
Образование ― 4 класса школы в родной деревне.
В 1936―1975 годах ― свинарка колхоза «За мир» / «Коммунизм» Горномарийского района Марийской АССР. Прославилась как ответственная и самоотверженная труженица: за 5 лет работы (1966―1970) получила и сохранила около 2,5 тысяч поросят, а в 1970 году получила по 25 поросят от каждой свиноматки.
В 1959―1963 и 1967―1971 годах избиралась депутатом Верховного Совета Марийской АССР 5-го и 7-го созыва. 
В 1971 году ей присвоено высокое звание «Герой Социалистического Труда». Награждён орденами Ленина, «Знак Почёта», медалями ВДНХ и почётными грамотами Президиума Верховного Совета РСФСР и Марийской АССР (дважды).
Скончалась 6 июля 2003 года в селе Еласы Горномарийского района Марий Эл, похоронена там же.  

## Трудовые звания и награды
- Герой Социалистического Труда (1971)[1][2]
- Орден Ленина (1971)[1][2]
- Орден «Знак Почёта» (1965)[1][2]
- Серебряная медаль ВДНХ (1970)[1][2]
- Юбилейная медаль «За доблестный труд. В ознаменование 100-летия со дня рождения Владимира Ильича Ленина» (1970)[1][2]
- Почётная грамота Президиума Верховного Совета РСФСР (1970)[1][2]
- Почётная грамота Президиума Верховного Совета Марийской АССР (1957, 1959)[1][2]

## Память
Материалы о Герое Социалистического Труда Е. И. Мироновой ныне хранятся и выставляются в Козьмодемьянском музейном комплексе.